# Familia de curvas

Familia de parábolas
con su vértice en y parámetro

La circunferencia de Apolonio, dos familias de circunferencias ortogonales.

Una familia de curvas es un conjunto de curvas, cada una de las cuales está dada por una función o parametrización en la que uno o más de los parámetros son variables. En general, los parámetros influyen en la forma de la curva de una manera que es más complicada que una simple aplicación lineal. Los conjuntos de curvas dados por una relación implícita también pueden representar familias de curvas.
Las familias de curvas aparecen con frecuencia en soluciones de ecuaciones diferenciales; cuando se introduce un constante de integración aditiva, generalmente se manipulará algebraicamente hasta que ya no represente una transformación lineal simple.
Las familias de curvas también pueden surgir en otras áreas. Por ejemplo, todas las secciones cónicas no degeneradas se pueden representar utilizando una sola ecuación polar con un parámetro, la excentricidad de la curva:
{\displaystyle r(\theta )={e \over 1+e\cos \theta }}
a medida que cambia el valor de e, la apariencia de la curva varía de una manera relativamente complicada.

## Aplicaciones
Las familias de curvas pueden surgir en diversos temas de geometría, incluida la envolvente de un conjunto de curvas y en las cáusticas de tipos de curvas determinadas.

## Generalizaciones
En geometría algebraica, su generalización viene dada por la noción de un sistema lineal de divisores.